# Asthala
Bocana là một chi bướm đêm thuộc họ Erebidae.